# Terry Brooks
Terence Dean "Terry" Brooks (n. 8 de enero de 1944) es un escritor estadounidense de literatura fantástica. Aunque escribe principalmente fantasía heroica, también es autor de dos novelizaciones de películas.
Nació en Sterling, Illinois, un pueblo rural del medio oeste de Estados Unidos, y pasó allí la mayor parte de su vida. Fue alumno del Hamilton College donde obtuvo un B.A. en Literatura en inglés. Más tarde obtuvo un J.D. en la Universidad Washington y Lee. Ejerció la abogacía antes de convertirse en autor de tiempo completo. Ahora reside en Seattle, Washington.
Se está trabajando en una adaptación a película de su libro Magic Kingdom for Sale por parte de Universal Studios. Por otra parte Warner Bros compró los derechos para hacer películas sobre los libros de Shannara y podría comenzar con The Elfstones of Shannara.

### Shannara

#### Protosecuela
1. El Primer Rey de Shannara (First King of Shannara, 1996)

#### La trilogía original deShannara
1. La espada de Shannara (The Sword of Shannara, 1977)
2. Las piedras élficas de Shannara (The Elfstones of Shannara, 1982)
3. El cantar de Shannara (The Wishsong of Shannara, 1985)

#### La tetralogía deLa herencia de Shannara
1. Los vástagos de Shannara (The Scions of Shannara, 1990)
2. El druida de Shannara (The Druid of Shannara, 1991)
3. La reina élfica de Shannara (The Elf Queen of Shannara, 1992)
4. Los talismanes de Shannara (The Talismans of Shannara, 1993)

#### La trilogía deThe Voyage of the Jerle Shannara
1. Ilse Witch (2000)
2. Antrax (2001)
3. Morgawr (2002)

#### La trilogía deHigh Druid of Shannara
1. Jarka Ruus (2003)
2. Tanequil (2004)
3. Straken (2005)

#### Trabajos relacionados conShannara
- Shannara videojuego para PC (1995) por Lori Ann Cole y Corey Cole
- The World of Shannara (2001) (libro de acompañamiento)
- Indomitable (2003) (historia corta publicada en la antología Legends II)
- Dark Wraith of Shannara (2008 - anticipado) (novela gráfica)

### El reino mágico de Landover
1. Reino mágico en venta... ¡Vendido! (Magic Kingdom for Sale — SOLD!, 1986)
2. El unicornio negro (The Black Unicorn, 1987)
3. Mago en apuros (Wizard at Large, 1988)
4. The Tangle Box (The Tangle Box, 1994)
5. Witches' Brew (Witches' Brew, 1995)
6. A Princess of Landover (A Princess of Landover, 2009)

### Word/Void
1. Running with the Demon (1997)
2. A Knight of the Word (1998)
3. Angel Fire East (1999)

La trilogía de The Genesis of Shannara
1. Los niños de Armageddon (agosto de 2006)
2. Los elfos de Cintra (2007)
3. The Gypsy Morph (2008)

### Novelizaciones
- Hook (1990)
- Star Wars: Episode I - The Phantom Menace (1999)

### Otros
- Imaginary Friends (1991) (historia corta publicada en la antología Once Upon a Time: A Treasury of Modern Fairy Tales)
- Indomitable (2003) (historia corta publicada en la antología Legends II)
- Why I Write About Elves (2005) (historia corta publicada en Amazon)
- The Writers Complete Fantasy Reference: An Indispensable Compendium of Myth and Magic (Writer's Digest Books, 2000), junto a Michael J. Varhola
- Sometimes the Magic Works: Lessons from a Writing Life (2003)
- Armageddon's children